# Рошу, Дэнни
Франсиску Дэниэл "Дэнни" Рошу (порт. Francisco Daniel "Danny" Roxo; 1 февраля 1933, Могадору, Португалия — 23 августа 1976, около реки Окаванго, Южно-Африканский Союз) — португальский и южноафриканский военный, наёмник, участник войн в Мозамбике и Намибии. Прославился службой в 32-м батальоне ЮАР «Буйволы», воюя против повстанцев Мозамбика из ФРЕЛИМО и Намибии. До заступления в армию работал гидом и охотником в провинции Ньяса.

## Ранние годы
Родился 1 февраля 1933 в Могадуро, в провинции Траз-уж-Монтиш. В раннем возрасте уехал в провинцию Ньяса (Португальский Мозамбик), где работал сафари-гидом и сам зарабатывал на жизнь охотой на зверей. Когда в 1964 году разразилась война за независимость Мозамбика, Рошу вместе с группой африканских служащих и европейских инструкторов начал борьбу против повстанцев ФРЕЛИМО за вознаграждения от правительства.
Вскоре правительство Португалии признало поражение своей страны в борьбе за контроль над Мозамбиком, и к власти в новом африканском государстве пришёл Самора Машел. Рошу, не признавший власть, участвовал в попытке переворота 7 сентября 1974, которая провалилась. После этого в ноябре он бежал в Южную Африку и заступил на службу в Южно-Африканские силы обороны. Пройдя курс обучения в специальных войсках, он был завербован в 32-й батальон «Буйволы», группу «Браво».

## Служба в ЮАР
Славу Дэнни Рошу принесло участие в операции «Саванна» в Анголе, в особенности его боевые действия в сражении за мост 14, в ходе которого он в одиночку уничтожил 11 солдат противника. Этот мост располагался на реке Нья, на дороге из Селы (Ангола) в Кибалу. Механизированные части армии ЮАР, двигаясь на юг, столкнулись с отрядом Народных Вооружённых сил освобождения Анголы (ФАПЛА): отступавшие ангольцы взорвали мост. Однако полковник Ян Брейтенбах, не желая прекращать на этом преследование и возвращаться с пустыми руками, приказал Рошу провести разведку боем. В сопровождении четырёх бронеавтомобилей Eland-90 Рошу прибыл к реке, и его патруль попал под миномётный обстрел. Два броневика отступили, в результате чего Рошу был вынужден  двигаться в пешем порядке. Проведя разведку местности и убедившись, что мост разрушен, Рошу продолжил движение и попал в засаду. Ему пришлось отбиваться от противника. Двое пленных южноафриканских солдат позднее сбежали и сообщили, что, судя по данным ангольцев, в ходе засады были убиты четверо кубинцев.

## Гибель
Во время патрулирования близ реки Окаванго грузовик Рошу подорвался на мине, которая сдетонировала мгновенно. В результате взрыва машина перевернулась: один солдат погиб на месте, а сам автомобиль упал на Дэнни, который позднее скончался от полученных переломов.
Уцелевшие солдаты группы пытались перевернуть грузовик, чтобы освободить Рошу, но машина была слишком тяжелой. К тому времени, как до места взрыва добралась помощь, Рошу уже умер. По словам полковника Яна Брейтенбаха, Рошу не произнес ни слова за всё время, пока он был придавлен грузовиком. В какой-то момент он закурил сигарету, спокойно докурил её до конца — и умер.
Награждён дважды португальским Военным крестом и один раз южноафриканским Почётным крестом образца 1975 года.